# Sonic the Hedgehog (Archie Comics)
Sonic the Hedgehog (рус. Ёж Соник) — серия американских комиксов, издававшаяся с июля 1993 года по июль 2017 года компанией Archie Comics и основанная на серии одноимённых компьютерных игр от Sega. В 2008 году вошли в игровое издание Книги рекордов Гиннесса как самые продолжительные комиксы на основе видеоигры. С 2017 года комиксы выпускает компания IDW Publishing.

## Сюжет
События Sonic the Hedgehog разворачиваются на планете Мобиус, которая, как показано в некоторых номерах, является Землёй в приблизительно 14 016 году н. э. По новому летосчислению идёт 3237 год (в ранних выпусках — 3235 год).
Главным героем комиксов является всемирно известный герой ёжик Соник, обладающий супер-скоростью и любовью к приключениям и свободе. Он входит в группу Борцов за Свободу (англ. Freedom Fighters), которая противостоит тирании доктора Айво Роботника до #50 выпуска, начиная с #75 Робо-Роботника, в данное время известного как доктор Эггман, и его армии воинственных роботов.
В основу сюжета оригинальных выпусков лёг мультсериал Sonic the Hedgehog (SatAM). Позже в серию были включены многие элементы из видеоигр.

### Адаптации
Сюжет игр и мультфильмов серии Sonic the Hedgehog иногда служит в качестве адаптации в комиксах. Ниже приведён список, где указан номер журнала и игру или серия мультфильма, сюжет которого был частично или полностью адаптирован.
Игры:
- Sonic the Hedgehog Spinball (№ 6)
- Sonic the Hedgehog 3 (№ 13)
- Sonic & Knuckles (Sonic & Knuckles Special)
- Sonic the Hedgehog CD (№ 25)
- SegaSonic the Hedgehog (Knuckles the Echidna № 26—28)
- Sonic the Hedgehog Triple Trouble (Sonic Triple Trouble Special)
- Knuckles’ Chaotix (Knuckles’ Chaotix Special)
- Sonic 3D Blast (Sonic Blast Special)
- Sonic Adventure (Super Special № 13 и № 79—84)
- Sonic Shuffle (№ 92)
- Sonic Adventure 2 (№ 98, № 124 и Sonic Universe № 2)
- Sonic Rush (№ 160 и № 161)
- Sonic Riders (№ 163 и № 164, Sonic Universe № 33—35)
- Sonic Riders: Zero Gravity (Sonic Universe № 36)
- Shadow the Hedgehog (№ 157, № 171) — происхождение Шэдоу
- Sonic Rush Adventure (№ 180, Sonic Universe № 1)
- Sonic and the Secret Rings (бесплатный комикс сделанный для игры)[* 1]
- Sonic Chronicles: The Dark Brotherhood (№ 191)[* 1]
- Sonic Unleashed (№ 193)[* 1]
- Sonic and the Black Knight (№ 197)[* 1]
- Tails Adventure (Sonic Universe № 17—20)
- Sonic Colors (№ 219)[* 1]
- Sonic the Hedgehog (№ 226—227)
- Sonic the Hedgehog 2 (№ 228—229)
- Sonic Generations (№ 230)[* 1]
- Sonic the Hedgehog 4: Episode II (Sonic Super Special Magazine № 3)[* 1]
- Sonic & All-Stars Racing Transformed (Sonic Universe № 45)[* 1]
- Sonic Lost World (Sonic Halloween Comic Fest 2013 / Sonic Super Special Magazine № 9)[* 1]
- Sonic Jump (Sonic Super Digest № 5)[* 1]
- Sonic Dash (Sonic Super Special Magazine № 10)[* 1]
- Sonic the Hedgehog 2 (8 бит) и Sonic the Fighters (№ 268—271)[* 1]

Серии мультсериала Sonic the Hedgehog:
- Sonic the Hedgehog (Super Special № 8, серия «Ghost Busted»)
- Sonic the Hedgehog (№ 113, серия «Cry of the Wolf»)

Серии мультсериала Adventures of Sonic the Hedgehog:
- Adventures of Sonic the Hedgehog (№ 2, серия «The Super Special Sonic Search and Smash Squad»)
- Adventures of Sonic the Hedgehog (№ 9, серия «Pseudo-Sonic»)

Прочее:
- Sonic the Hedgehog: The Movie (№ 101)

Примечания:
1. 1 2 3 4 5 6 7 8 9 10 11 12  Обозначенные истории непосредственно адаптируют сюжет видеоигры и не входят во вселенную комиксов.

## Спецвыпуски и мини-серии
Серия комиксов Sonic the Hedgehog имеет множество особых выпусков и мини-серий. Среди них были комиксы, рассказывающие о друзьях Соника, или переиздания старых выпусков в честь Дня бесплатных комиксов. С ноября 2005 года по декабрь 2008 года выпускались комиксы, основанные на аниме «Соник Икс». Серия комисов часто переиздавалась с новыми обложками и другими вариантами оформления.
Кроме того, в конце 1990-х Соник и другие персонажи серии присутствовали в качестве камео или главных гостей в комиксах Sabrina the Teenage Witch, а также в мини-выпусках Archie & Friends: A Halloween Tale и Archie’s Weird Mysteries.
| Название                                   | Даты публикаций             | Примечание |
| ------------------------------------------ | --------------------------- | --- |
| Sonic the Hedgehog Miniseries              | Февраль 1993 — Май 1993     | Мини-серия из четырёх выпусков (№ 0—3), выпускавшиеся ежемесячно. Первые комиксы про Соника, издававшиеся Archie Comics. |
| Sonic the Hedgehog                         | Июль 1993 — наст. время     | Основная серия комиксов. С июля 1993 года по декабрь 2000 выпускалась ежемесячно, после этого публикуется тринадцать раз в год (каждые четыре недели). |
| Sonic Specials                             | 1995—1997                   | Восемь отдельных 48-страничных выпусков, издававшихся раз в три месяца. - Sonic: In Your Face! - Sonic & Knuckles - Sonic Triple Trouble - Knuckles’ Chaotix - Super Sonic vs. Hyper Knuckles - Mecha Madness - Sonic Live! - Sonic Blast |
| Princess Sally Acorn Miniseries            | Апрель 1995 — Июнь 1995     | Мини-серия из трёх выпусков, издававшаяся ежемесячно и посвящённая принцессе Салли Акорн. |
| Tails Miniseries                           | Декабрь 1995 — Февраль 1996 | Мини-серия из трёх выпусков, издававшаяся ежемесячно и посвящённая Тейлзу. |
| Knuckles Miniseries                        | Июль 1996 — Сентябрь 1996   | Мини-серия из трёх выпусков, издававшаяся ежемесячно и посвящённая Наклзу. |
| Sonic Quest: The Death Egg Saga Miniseries | Декабрь 1996 — Февраль 1997 | Мини-серия из трёх выпусков, издававшаяся ежемесячно. |
| Knuckles the Echidna                       | Апрель 1997 — Февраль 2000  | Серия комиксов посвящённая Наклзу, спин-офф Sonic the Hedgehog. Издавалась ежемесячно. |
| Sonic Super Specials                       | Лето 1997 — Зима 2001       | Серия 48-страничных специальных изданий, публиковавшихся раз в три месяца. Состоит из 15 выпусков. - № 1: Battle Royal (Лето 1997) - № 2: Brave New World (Осень 1997) - № 3: Sonic Firsts (Зима 1997) - № 4: Return of the King (Весна 1998) - № 5: Sonic Kids (Лето 1998) - № 6: Sonic № 50: Director’s Cut (Осень 1998) - № 7: Parallel Paradigm (Зима 1998) - № 8: Zone Wars Prelude (Весна 1999) - № 9: Sonic Kids 2 (Лето 1999) - № 10: Crossover Chaos (Осень 1999) - № 11: Girls Rule! (Зима 1999) - № 12: Turnabout Heroes (Весна 2000) - № 13: Sonic Adventure (Лето 2000) - № 14: Sonic Stew (Осень 2000) - № 15: Naugus Games (Зима 2001) |
| Free Comic Book Day                        | 2007—2012                   | Комиксы созданные специально для Дня бесплатных комиксов. - Free Comic Book Day 2007 - Free Comic Book Day 2008 — специальное переиздание выпуска № 1, с перерисованной обложкой. - Free Comic Book Day 2009 — иллюстрированный обзор всего сюжета комиксов до № 200. - Free Comic Book Day 2010 - Free Comic Book Day 2011 - Free Comic Book Day 2012 — переиздание выпуска № 230, с новой обложкой. |
| Sonic X                                    | Ноябрь 2005 — Декабрь 2008  | Серия комиксов основанная на аниме-сериале Sonic X и публиковавшаяся десять раз в год. Состоит из 40 выпусков. |
| Sonic Universe                             | Февраль 2009 — Январь 2017  | Серия комиксов, издающаяся ежемесячно и фокусирующаяся на других персонажах, помимо Соника. Истории в Sonic Universe состоят из сюжетных арок разбитых на 4 части. |

### Коллекционные издания
| Название             | Дата выхода                | Включенные выпуски |
| -------------------- | -------------------------- | --- |
| Sonic Firsts         | 1998                       | Sonic the Hedgehog Miniseries № 0, Sonic the Hedgehog №3, №4, и №13. Электронное издание этого комикса присутствует в игре Sonic Mega Collection. |
| Sonic: The Beginning | 2003                       | Sonic the Hedgehog Miniseries № 0—3. В 2009 году был перевыпущен как Sonic Archives № 0. |
| Sonic Archives       | Ноябрь 2006 — Весна 2013   | - № 1 (ноябрь 2006) — Sonic the Hedgehog № 1—4 - № 2 (декабрь 2006) — Sonic the Hedgehog № 5—8 - № 3 (май 2007) — Sonic the Hedgehog № 9—12 - № 4 (июнь 2007) — Sonic the Hedgehog № 13—16 - № 5 (сентябрь 2007) — Sonic the Hedgehog № 17—20 - № 6 (октябрь 2007) — Sonic the Hedgehog № 21—24 - № 7 (июнь 2008) — Sonic the Hedgehog № 25—28 - № 8 (август 2008) — Sonic the Hedgehog № 29—32 - № 9 (октябрь 2008) — Sonic the Hedgehog № 33—36 - № 0 (февраль 2009) — Sonic: The Beginning - № 10 (март 2009) — Sonic the Hedgehog № 37—40 - № 11 (август 2009) — Sonic the Hedgehog № 41—44 - № 12 (январь 2010) — Sonic the Hedgehog № 45—48 - № 13 (август 2010) — Sonic the Hedgehog № 49, Sonic № 50: Director’s Cut - № 14 (декабрь 2010) — Sonic the Hedgehog № 51—54 - № 15 (июнь 2011) — Sonic the Hedgehog № 55—58 - № 16 (ноябрь 2011) — Sonic the Hedgehog № 59—62 - № 17 (февраль 2012) — Sonic the Hedgehog № 63—66 - № 18 (июль 2012) — Sonic the Hedgehog № 67—70 - № 19 (декабрь 2012) — Sonic the Hedgehog № 71—74 - № 20 (весна 2013) — Sonic the Hedgehog № 75—78 |
| Sonic Select         | Апрель 2008 — Весна 2013   | - № 1 (апрель 2008) — Sonic Specials: Sonic In Your Face, Sonic & Knuckles, Sonic Triple Trouble, история «The Substitute Freedom Fighters» из Sonic Live. - № 2 (ноябрь 2008) — Sonic Specials: Knuckles’ Chaotix, Super Sonic VS. Hyper Knuckles, Mecha Madness, вторая часть «Knuckles’ Quest» из Sonic Live. - № 3 (февраль 2011) — Sonic Super Special № 1, № 2, № 4; история «Eel of Fortune» из Mecha Madness и «Bugged Bunny» из Sonic Blast. - № 4: Zone Wars (декабрь 2011) — Sonic Super Specials № 8, № 10, № 12, № 14; одна история из Sonic Blast. - № 5 (май 2012) — Sonic Super Specials № 5, № 9, № 11. - № 6 (октябрь 2012) — Sonic Quest Miniseries № 1—3, истории из 2010 и 2011 Free Comic Book Day, истории из Sonic the Hedgehog № 224. - № 7 (весна 2013) — Princess Sally Miniseries № 1—3, Knuckles the Echidna № 29, Sonic the Hedgehog № 222. |
| Sonic Universe       | Сентябрь 2011 — Весна 2013 | - № 1: The Shadow Saga (сентябрь 2011) — Sonic Universe № 1—4. - № 2: 30 Years Later (март 2012) — Sonic Universe № 5—8. - № 3: Knuckles Returns (август 2012) — Sonic Universe № 9—12. - № 4: Journey to the East (весна 2013) — Sonic Universe № 13—16. |
| Sonic Legacy Series  | Октябрь 2011 — Осень 2012  | Переиздание выпусков в чёрно-белом варианте. - № 1 (октябрь 2011) — Sonic the Hedgehog Miniseries № 0—3, Sonic the Hedgehog № 1—16. - № 2 (осень 2012) — Sonic the Hedgehog № 17—36. |
| Knuckles Archives    | Октябрь 2011 — Весна 2013  | - № 1 (октябрь 2011) — Knuckles Miniseries № 1—3, Knuckles the Echidna № 1—3 - № 2 (апрель 2012) — Knuckles the Echidna № 4—9 - № 3 (октябрь 2012) — Knuckles the Echidna № 10—15 - № 4 (весна 2013) — Knuckles the Echidna № 16—21 |
| Sonic Saga Series    | Сентябрь 2012 — Весна 2013 | - № 1: Darkest Storm (сентябрь 2012) — Sonic the Hedgehog № 162—167 - № 2: Order from Chaos (весна 2013) — Sonic the Hedgehog № 168—172 |

## Отзывы
Destructoid похвалил серию комиксов, особенно выпуски 1990-х годов, за добавление предысторий к играм серии Sonic the Hedgehog, выходивших на консоль Sega Mega Drive/Genesis и назвал комиксы прекрасным дополнением.